# K리그 이달의 영플레이어상
K리그 이달의 영플레이어상(Young Player Of The Month, YPOTM)은 한국프로축구연맹이 K리그1 선수 중 한국 국적의 만 23세 이하(1998년 이후 출생), K리그 공식경기에 첫 출장을 기록한 연도로부터 3년이 지나지 않은(2019시즌 이후 데뷔) 선수들을 대상으로 
해당 월에 소속팀의 총 경기시간 중 절반 이상을 출장한 선수를 후보군으로 하고, 연맹 기술위원회 산하 TSG(기술연구그룹) 위원들의 논의 및 투표를 통해 최종 선정하여 수여하는 상이다.

## 2021
| 월  | 이름   | 포지션 | 구단    | 비고  |
| --- | ------ | ------ | ------- | ----- |
| 8월 | 엄지성 | FW     | 광주 FC | [ 1 ] |